# Zofia Paluchowa
Zofia Paluchowa, née Zofia Frontczakówna en 1899 et morte le 15 mai 1927 à Dłubnia (près de Cracovie), est une modèle polonaise qui a posé pour des peintres associés à la communauté des artistes de Cracovie lors de la période de la Jeune Pologne. Son meurtre par son mari violent fait partie des affaires juridiques les plus célèbres du début du XXe siècle en Galicie.

## Biographie
Dans la période précédant son mariage, Zofia Frontczakówna est surnommée par les artistes : la « belle Zośka » (pięknej Zośki). Elle est un modèle populaire parmi les peintres tels que Wojciech Kossak, Wincenty Wodzinowski et Piotr Stachiewicz. Elle est introduite dans le cercle des peintres de Cracovie par sa mère, qui connaissait ces artistes. La « belle Zośka » pose pour eux pour divers types d'œuvres de peinture (à l'exception des nus), principalement en tenue traditionnelle de Cracovie (pl) sur la vague de la tendance artistique connue sous le nom de Chłopomania. La « belle Zośka » est souvent représentée par Piotr Stachiewicz, et une de ces peintures est visible au Musée historique de la ville de Cracovie (en) depuis 2012 .
En 1921, Zofia Frontczakówna épouse un cordonnier, Maciej Paluch, habitant de Zesławice (pl). Le mari s'installe dans la ferme de sa femme et ils auront quatre enfants (seuls deux survécurent). Après son mariage, Zofia Paluchowa pose occasionnellement pour des artistes (principalement pour gagner de l'argent). Ce travail est la raison principale de conflits entre elle et son mari jaloux et violent ; elle cesse rapidement de fréquenter les ateliers de peinture.

## Contexte et circonstances de sa mort
En raison des problèmes de mariage liés à la violence et l'alcoolisme de son mari, en juillet 1926, Zofia Paluchowa décide de quitter Maciej Paluch avec ses enfants, et s'installe chez sa tante Katarzyna Żołdaniowa. Le 1er septembre 1926, Paluchowa dépose une plainte auprès du tribunal pour obtenir une pension alimentaire. Elle lui est accordée par le tribunal de district de Cracovie. Mais les comportements agressifs de Maciej Paluch envers sa femme et ses proches (intrusions, menaces, coups) s'intensifient.
Au printemps 1927, Paluch cesse de verser la pension alimentaire à sa femme. Début mai, après l'avoir rencontré (en présence de son beau-frère, Marcin Herjan), il promet de verser la somme d'argent restante, à condition qu'elle retire deux plaintes. La date de l'audience est fixée au 21 mai. Zofia Paluchowa n'accepte pas les conditions qui lui sont imposées ; Paluch y répondra par les mots suivants : Dans peu de temps, un éclair brillant te frappera en plein cœur de toute façon. Le 15 mai, Zofia Paluchowa rentre chez elle pour rencontrer Maciej Paluch afin de percevoir la pension alimentaire due. Ce jour-là elle est vue pour la dernière fois vers 14h00, entrant dans les bâtiments de sa ferme, accueillie par son mari.
Le 18 mai 1927, la mère de Zofia Paluchowa, Marianna Frontczakowa, signale officiellement la disparition de sa fille au bureau du procureur du tribunal de district de Cracovie. Après une enquête locale, des restes humains sont retrouvés dans la ferme de Paluch, ainsi que dans la rivière Dłubnia voisine. Il sera démontré qu'il s'agit du corps de Zofia Paluchowa.
Après l'enquête, le bureau du procureur porte un acte d'accusation contre Maciej Paluch « pour meurtre ». Le procès a lieu début décembre 1927, et en raison de la célébrité de la victime et de sa large publication par l'illustrateur Kurier Codzienny, il s'agit de l'une des affaires pénales les plus célèbres du début du XXe siècle en Galicie. Au cours du procès, Maciej Paluch plaide non coupable pour meurtre. Il est condamné à « 15 ans de prison ferme ». La Cour suprême abaissera cette peine à 12 ans.
Maciej Paluch purge sa peine dans la prison de Wiśnicz Nowy. En 1931, il écrit une demande de grâce au président de la République de Pologne, dans laquelle il avoue le meurtre de sa femme. Il meurt après avoir purgé sa peine le 9 juillet 1960.

Galerie de portraits de Zofia Paluchowa par Piotr Stachiewicz.
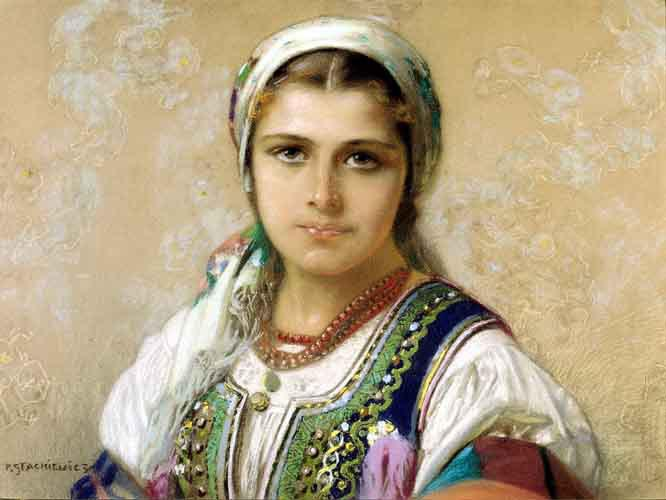
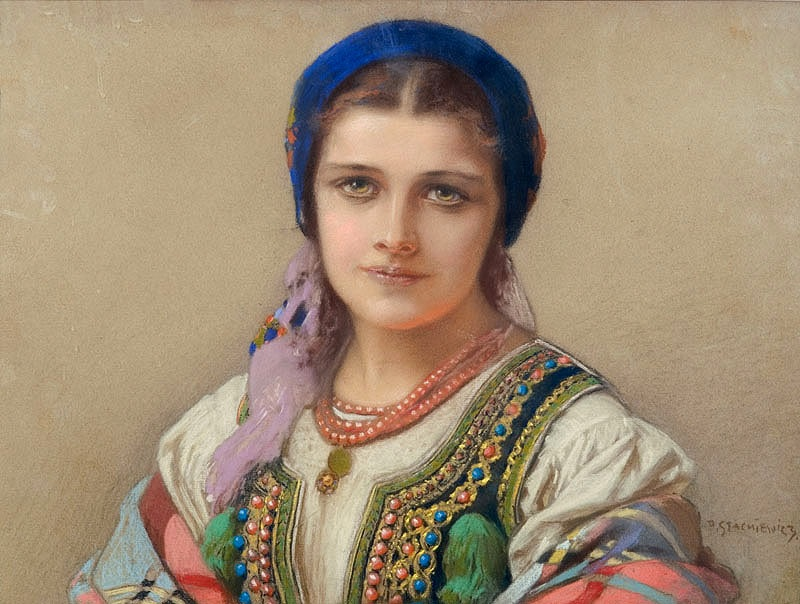
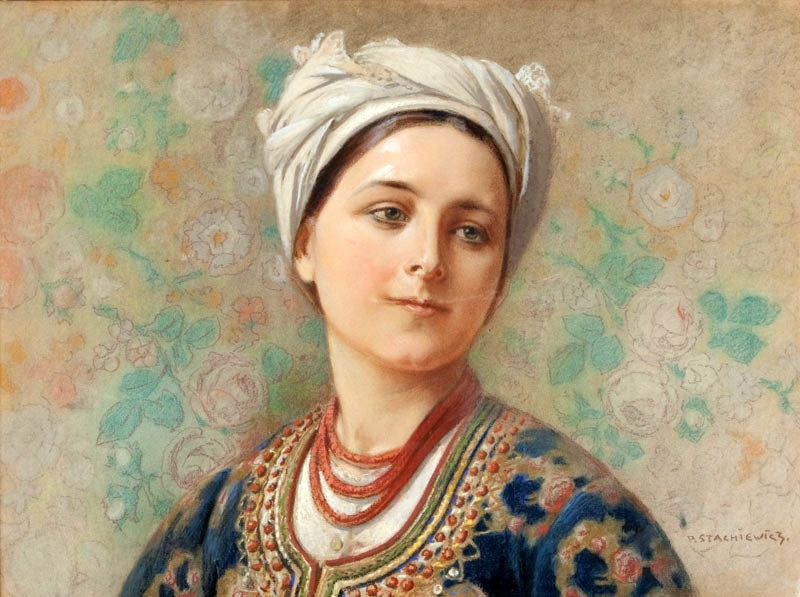
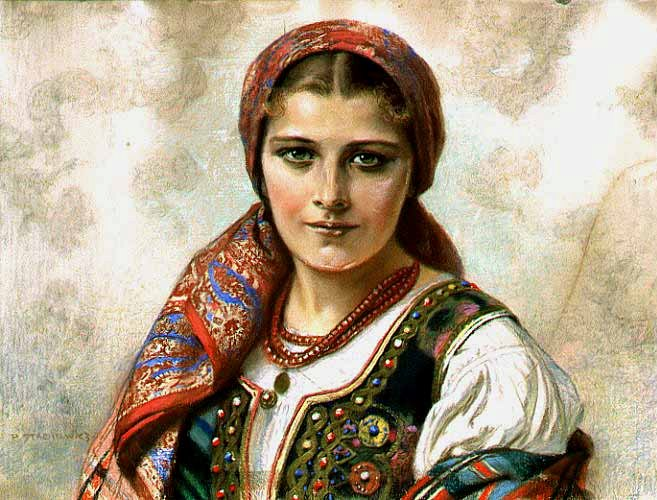
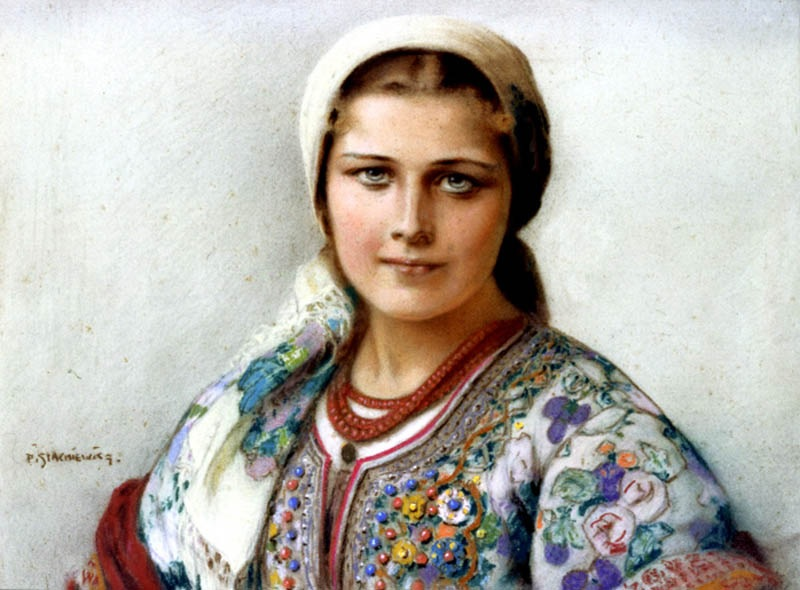